# Sealers Beach
Der Sealers Beach (englisch für Robbenfängerstrand) ist ein Strand auf der Insel Heard im südlichen Indischen Ozean. Er liegt nordöstlich des Doppler Hill und südwestlich der Scholes-Lagune.
Australische Wissenschaftler benannten ihn nach den Robbenfängern, die seit den 1850er Jahren in den Gewässern um Heard operierten.